# Фурман, Алексей Юрьевич
Алексе́й Ю́рьевич Фу́рман (укр. Олексій Юрійович Фурман; род. 4 мая 1969, Винница) — украинский политик. Председатель Винницкой областной организации ВО «Свобода»; депутат Верховной Рады Украины 7-го созыва.

## Биография
В 1987—1989 годах проходил срочную службу в военном контингенте СССР в Чехословакии.
По собственному признанию, стал националистом ещё в 1989 году, когда начал участвовать в различных акциях.
В 1993 году окончил исторический факультет Винницкого государственного педагогического института и получил квалификацию учителя истории и обществоведения.
В июне 1993 основал ООО «Козак+», где работал в должности директора до 2014 года.
В 1996—2002 годах — депутат Винницкого городского совета.
В 2002—2006 годах — второй депутат Винницкого городского совета.
В 2006—2010 годах — депутат Винницкого районного совета по спискам «Нашей Украины».
В 2009 году вступил в «Свободу». С января 2010 года — председатель Винницкой городской организации ВО «Свобода».
21 марта 2014 года Президиум Государственного Совета Республики Крым принял положение «О лицах, осуществляющих актикрымскую деятельность, пребывание которых на территории республики Крым является нежелательным», в который в числе 278 депутатов Верховной Рады вошёл и Алексей Фурман.
На президентских выборах был доверенным лицом Олега Тягнибока в Виннице и заявлял, что вкладывал немалые средства в его кампанию.
6 декабря 2014 года в Виннице местные активисты взяли штурмом здание облсовета, протестуя против снятия его главы Сергея Свитко, кандидатуру которого в своё время выдвинул Майдан. Активисты бросали дымовые шашки, жгли шины. Часть активистов принесла в здание облсовета мусорные баки. А 7 декабря собравшееся на центральной площади Винницы «Народное Вече» проголосовало за отставку губернатора Анатолия Олейника и избрало «народного губернатора», которым стал председатель винницкого отделения ВО «Свобода» Алексей Фурман.